# Allen Park
Allen Park és una ciutat al comtat de Wayne a l'estat nord-americà de Michigan. En el cens del 2010 tenia 28.210 habitants i una densitat poblacional d'1.544,74 persones per km². Segons l'Oficina del Cens dels Estats Units, Allen Park té una superfície total de 18.26 km², de la qual 18.14 km² corresponen a terra ferma i (0,67%) 0.12 km² és aigua. Segons el cens del 2010, hi havia 28.210 persones residint en Allen Park. La densitat de població era d'1.544,74 hab./km². Dels 28210 habitants, Allen Park estava compost pel 92,89% blancs, el 2,14% eren afroamericans, el 0,52% eren amerindis, el 0,81% eren asiàtics, el 0.03% eren illencs del Pacífic, el 2,03% eren d'altres races i l'1,58% pertanyien a dos o més races. Del total de la població el 8,06% eren hispans o llatins de qualsevol raça.

42° 15′ 34″ N, 83° 12′ 37″ O / 42.25944°N,83.21028°O